# Shai Sherf
Shai Sherf (in ebraico שי שרף‎?; Tel Aviv, 1958) è un ex cestista israeliano.
È cugino di Zvi Sherf.

## Carriera
Con Israele ha partecipato ai Campionati europei del 1979.